# António da Silva Carriço
António da Silva Carriço (Monchique, 1930 - Lisboa, 21 de Novembro de 2019), foi um escritor, bibliotecário e jornalista português.

## Biografia

### Nascimento e formação
Nasceu em 1930, na vila de Monchique. Concluiu o curso geral dos Liceus em Lisboa, tendo começado a trabalhar ainda durante os seus estudos, como desenhador num gabinete de arquitectura.

### Carreira profissional e literária
Depois de concluir a sua formação, empregou-se nos Serviços de Estudo do Instituto Nacional de Estatística, em Lisboa, durante cerca de dois anos. Em seguida voltou a Monchique, onde se tornou funcionário da Câmara Municipal, e em 1961 foi nomeado como responsável pela Biblioteca Fixa da Fundação Calouste Gulbenkian, tendo ocupado aquele cargo durante 32 anos. Em seguida tornou-se responsável pela Biblioteca Municipal de Monchique, posição que manteve durante dez anos, até 2003.
Como jornalista, trabalhou como correspondente do jornal Novidades durante várias décadas, ao serviço dos jornais O Século e Diário de Lisboa. Fez parte da Associação de Jornalistas e Escritores do Algarve. Em 1985 começou a colaborar no Jornal de Monchique como redactor e cronista.
Participou nos Jogos Florais do Algarve, organizados pelo Racal Clube de Silves, tendo sido premiado com menções honrosas em 1982 e 1990, correspondentemente nas categorias de Poesia Lírica e Conto. Em 1995, editou o seu primeiro livro de crónicas, Memória das Coisas, onde reuniu vários textos sobre o Algarve. Em 1996, foi homenageado pela Região de Turismo do Algarve com o 2.º Prémio de Comunicação Social, pelo artigo O Prazer da Diferença. Em 1997 recebeu o Prémio Especial Verde Minho da Clube de Jornalistas de Braga e da Região de Turismo, pela sua obra O Irresistível Fascínio do Verde, publicado no Jornal de Monchique. Também em 1997 editou o seu segundo livro de crónicas, O Sabor da Vida. No ano seguinte foi um dos participantes do 1.º Encontro Regional de Professores de Português com Escritores Algarvios, e escreveu o texto Sabina na Casa de Espelhos para a revista Stilus. Em 2002 recebeu o Prémio Manuel Teixeira Gomes pela sua obra Entre o Corpo e a Rosa, e em 2005 lançou o seu terceiro livro de crónicas, Retrato da Paisagem Enquanto Gente. Em 2006, Ilena Gonçalves editou a antalogia Escritores Portugueses do Algarve, onde inseriu oito crónicas de António da Silva Carriço.
Colaborou nas exposições de artes plásticas da pintora Zé Ventura como comissário, e em 2007 a sua obra Zé Ventura – As Cores do Tempo foi premiada no London Book Festival. No ano seguinte, foi responsável pelo texto Uma Abertura de Alma para o catálogo da exposição António Maria Callapez – um olhar a Sul. Em 2014 lançou a obra Reflexos, onde reuniu treze contos sobre o Natal.
Ocupou igualmente a posição de dirigente no Agrupamento de Monchique do Corpo Nacional de Escutas, e foi um dos fundadores e membros directivos da Academia de Heráldica do Algarve. Também trabalhou como encenador de teatro.

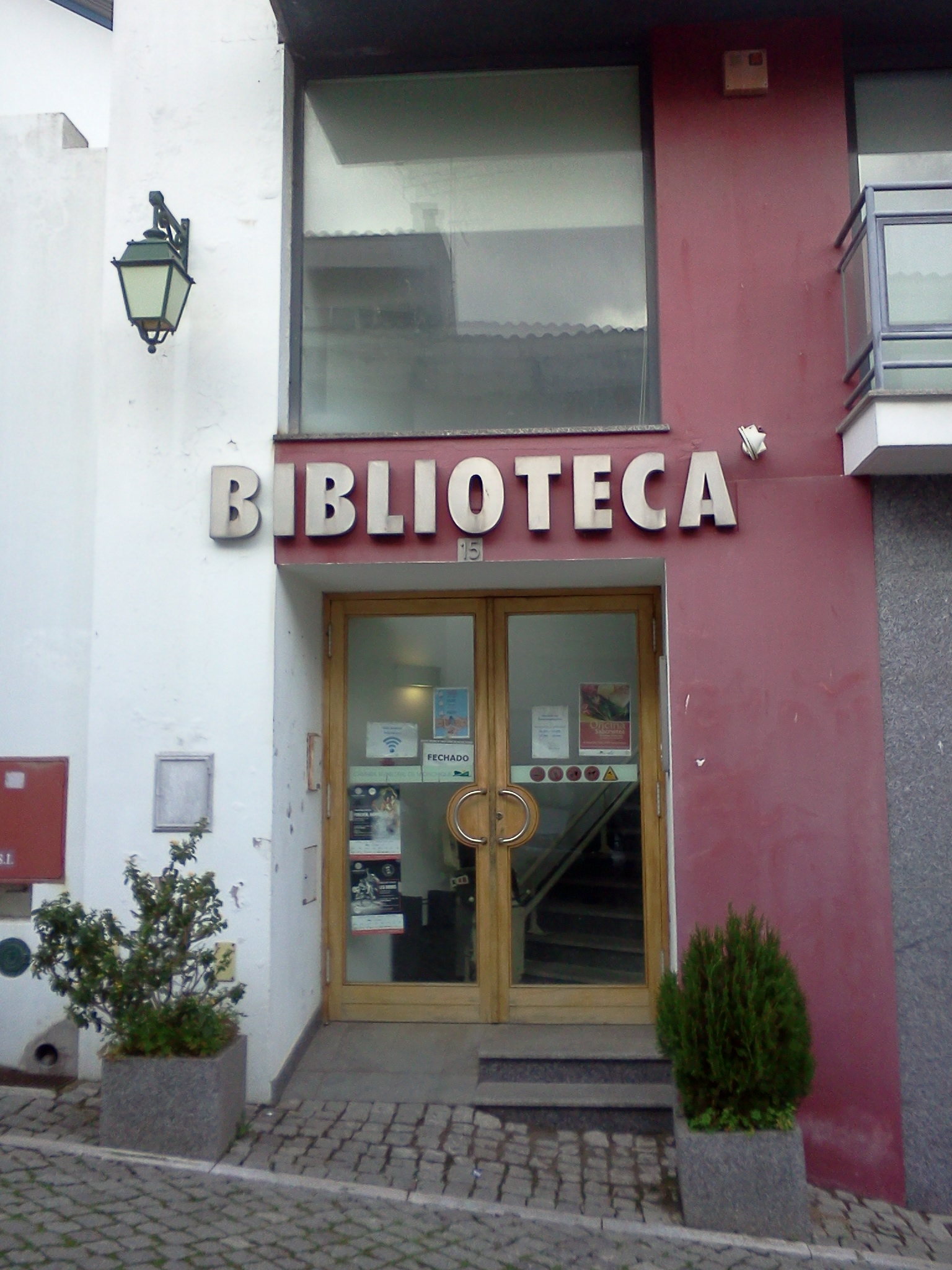
Biblioteca Municipal António da Silva Carriço, em Monchique.

### Falecimento e homenagens
Faleceu na madrugada de 21 de Novembro de 2019, em Lisboa, aos 89 anos de idade. O velório foi marcado para o mesmo dia, na Igreja da Misericórdia de Monchique, enquanto que o funeral foi organizado para 22 de Novembro, na Igreja Matriz.
Em 2004 o nome de António da Silva Carriço foi colocado na Biblioteca Municipal de Monchique.

## Obras publicadas
- Memória das Coisas (1995)
- O Sabor da Vida (1997)
- Retrato da Paisagem Enquanto Gente (2005)
- Reflexos: Contos de Natal (2014)